# BMW 319/1
BMW 319/1 – wersja sportowa samochodu osobowego BMW 319 o nadwoziu typu roadster. Samochód produkowany był w latach 1934–1936 przez Bayerische Motoren-Werke AG, a łączna produkcja tego samochodu osiągnęła nakład 102 egzemplarzy.

## Dane techniczne

### Silnik
- R6 1,9 l (1911 cm³), 2 zawory na cylinder, OHV
- Układ zasilania: trzy gaźniki poziome Solex 30 BFRH
- Średnica × skok tłoka: 65,00 mm × 96,00 mm
- Moc maksymalna: 55 KM (40 kW) przy 4000 obr./min[1]

### Podwozie
- Rama drabinkowa, podłużnice z rur stalowych, 4 poprzeczki skrzynkowe
- Zawieszenie przednie: wahacze poprzeczne na dole, resor poprzeczny na górze
- Zawieszenie tylne: most pędny sztywny z resorami półeliptycznymi

### Osiągi
- Prędkość maksymalna: 130 km/h